# شيخ نياسي
شيخ نياسي (بالفرنسية: Cheikh Niasse)‏ هو لاعب كرة قدم سنغالي في مركز الوسط، ولد في 19 يناير 2000 في غوساس ‏ في السنغال. لعب مع نادي ليل.

## وصلات خارجية
- شيخ نياسي على موقع الاتحاد الأوربي (الإنجليزية)
- شيخ نياسي على موقع رابطة كرة القدم الفرنسية للمحترفين (الإنجليزية)
- شيخ نياسي على موقع قاعدة بيانات كرة القدم.إي يو (الإنجليزية)
- شيخ نياسي على موقع Soccerway.com (الإنجليزية)